# سالواتوره مولینا
سالواتوره مولینا (انگلیسی: Salvatore Molina؛ زادهٔ ۱ ژانویهٔ ۱۹۹۲) بازیکن فوتبال اهل ایتالیا است.
از باشگاه‌هایی که در آن بازی کرده‌است می‌توان به باشگاه فوتبال کارپی، باشگاه فوتبال پروجا، باشگاه فوتبال مودنا، باشگاه فوتبال فوجا، باشگاه فوتبال چزنا و باشگاه فوتبال آتالانتا اشاره کرد.
او همچنین در تیم‌های ملی فوتبال زیر ۲۰ سال ایتالیا و زیر ۲۱ سال ایتالیا بازی کرده‌است.